# Скин Дајмонд
Рајлин Кристенсен (енгл. Raylin Christensen; Вентура, 18. фебруар 1987), познатија под псеудонимом Скин Дајмонд (енгл. Skin Diamond), америчка је порнографска глумица.

## Каријера
Дебитовала је као глумица у индустрији порнографије 2009. године у филму Burning Angel. До 2013. године појавила се у око 140 порно-филмова.
Занимљиво да Скин Дајмонд има југословенске корене, а такође и етиопско, данско, чешко и немачко порекло.

## Награде
Скин Дајмонд је освојила 3 награде у области које се баве филмовима за одрасле, такође је била 21 пут номинована, а од тога укупно 4 пута за најбољу порно глумицу.
- 2012 − Juliland Award − Biggest Surprise[10]
- 2012 − Urban X награда − Female Performer of the Year[11]
- 2013 − XBIZ награда − Best Supporting Actress[12]

## Изабрана филмографија
- 2013 : I Am Kirsten Price
- 2013 : Lesbian Anal POV 3
- 2013 : Deep Pussy
- 2012 : Interracial Lesbian Romance
- 2012 : Dani
- 2012 : Women Seeking Women 89
- 2012 : Belladonna's Fucking Girls 7
- 2011 : Only Pussy Please
- 2011 : Lesbian Slumber Party
- 2010 : Cvrbongirl
- 2009 : Joanna Angel and James Deen's European Vacation